# Stazza
La stazza rappresenta la somma dei volumi degli spazi interni, ermeticamente chiusi all'acqua, di una nave o di un natante o di un galleggiante di qualunque tipo. La sua unità di misura, fino all'entrata in vigore della normativa internazionale dell'International Maritime Organization, era la tonnellata di stazza, un'unità di volume corrispondente a 100 piedi cubi (2,832 metri cubi). La stazza internazionale si indica con il valore calcolato seguito da GT (gross tonnage, stazza lorda).
Oggi, pur continuando a parlare di stazza lorda e stazza netta, a seguito dell'entrata in vigore della "Convenzione Internazionale sulla Stazzatura delle Navi" (conclusa a Londra il 23 giugno 1969), questa non rappresenta più il volume interno di una nave espresso in tonnellate di stazza, ma solamente il risultato dei calcoli di una complessa formula che dà luogo a un numero. Tale valore, pur essendo un indice di "grandezza" e di "capacità" commerciale della nave, non esprime un volume ma, come anzidetto, rappresenta una misura convenzionale. Esiste una formula per la determinazione della "stazza lorda" (GT, gross tonnage) e una formula per la determinazione della "stazza netta" (NT, net tonnage).

## Descrizione
In origine il termine era riferito a una tassa, Tonnage o Poundage, imposta dalla corona inglese nel XIV secolo ai carichi di barili di vino importati in Inghilterra dalla Spagna e dal Portogallo.
- Stazza lorda: comprende tutti i volumi interni della nave, compresi gli spazi della sala macchine, dei serbatoi di combustibile, le zone riservate all'equipaggio. Si misura partendo dalla superficie esterna delle paratie.
- Stazza netta: corrisponde alla somma dei volumi di tutti gli spazi interni della nave utilizzabili per scopi commerciali. Non comprende quindi la parte di impianti e di servizi della nave, e si misura dalla superficie interna dei locali.

A questi sistemi internazionali si aggiungono due sistemi specifici:
- PC/UMS (Panama Canal/Universal Measurement System), basato sulla stazza netta, ma modificato per l'utilizzo nel Canale di Panama, si avvale di una formula matematica per calcolare il volume totale della nave. Una tonnellata PC/UMS equivale a 2,832 metri cubi o 100 piedi cubici.
- Sistema di misura per il Tamigi: era usato per piccole imbarcazioni da diporto e serviva al calcolo delle tariffe portuali. Si trattava di un altro sistema volumetrico, creato dal Thames Yacht Club: (lunghezza - larghezza) x larghezza x ½larghezza / 94. Questa formula era anche usata per il calcolo degli handicap nelle regate.

Questa misura, che è di volume e non di peso, si indica in tonnellate di stazza ed è a volte confusa con il dislocamento, che è invece un'unità di massa misurata in tonnellate metriche.
La stazza di una barca da regata è calcolata con differenti equazioni, delle quali la più diffusa è sicuramente quella detta
- stazza internazionale, del 1906 che suddivide le varie barche secondo il risultato della formula, che ha visto due successive revisioni, in metri.

Per esempio, vi erano barche da 6 m Stazza internazionale, 8 m S.I. 10 m S.I., 15 m S.I., 19 m S.I., ecc., e le più famose barche della classe, i 12 m S.I. utilizzate per le regate dell'America's Cup dal 1958 fino al 1987.
Altri metodi di calcolo della stazza sono anche lo
- IOR e lo
- ORC international

che definiscono il rating o compenso nelle regate veliche.

## Calcolo della stazza lorda
Il calcolo stazza lorda (GT) è definito nel Regolamento 3 dell'Appendice 1 della Convenzione internazionale del 1969. Dipende soltanto da una variabile, il volume) e ne è una funzione biettiva crescente (all'epoca della convenzione per il calcolo dei logaritmi si utilizzavano le tavole logaritmiche pertanto, al fine di agevolare il lavoro, è stata esplicitata una variabile intermedia K di cui veniva fornito il valore in tabelle in funzione del voluime; matematicamente K è superflua):
- siano V il volume totale di tutte le parti chiuse della nave espresso in m3
- K, un coefficiente calcolato in funzione del volume.

Il valore del coefficiente K è una funzione crescente del volume  V ed è stato introdotto per rendere molto simili i valori della stazza lorda calcolata con questa formula al valore calcolato con i precedenti regolamenti. 
{\displaystyle K=0,2+0,02\times \log _{10}(V)\,}
{\displaystyle GT=V\times K\,}
ovvero
{\displaystyle GT=V\times (0,2+0,02\times \log _{10}(V))}
La formula implica che la stazza lorda (GT) dimensionalmente è un volume. L'utilizzo dell'unità di misura "tonnellata di stazza", che di per sè continua ad esistere e corrisponde a 100 piedi cubi, è deprecabile ed induce in errore. Allo stesso modo è da evitare la sigla TSL che si utilizzava per abbreviare frasi del tipo «nave da 10000 tonnellate di stazza lorde» che diventano «nave da 10000 TSL» fondendo in TSL l'unità di misura (TS = tonnellata di stazza) e la grandezza misurate (SL = stazza lorda).  
Calcolare l'inverso, invece, non è semplice. Si possono utilizzare metodi iterativi come il metodo di Newton ma il sistema più pratico è calcolare:
{\displaystyle {\begin{cases}V_{n}=k_{n-1}\times GT\\\qquad \qquad \qquad \qquad \qquad \qquad \qquad n\in [1,\infty )\subset I\!\!N\\k_{n}=0,2+0,02\log _{10}(V_{n})\end{cases}}}

Ponendo {\displaystyle k_{0}=0,3}  si ottiene un valore del volume sufficientemente preciso per qualunque utilità pratica in meno di 10 passaggi.
```
{ ════════════════════════════════════════════════════════════════════════════ }

Function
 
Volume_da_GT
(
GT
:
double
)
:
double
;

var

  
k
,
 
V
 
:
 
double
;
   
{kn e Vn (non serve ricordare i "vecchi" per questo bastano

                    delle variabili e non servono dei vettori                  }

  
n
    
:
 
byte
;
     
{contatore                                                  }

  
l
    
:
 
double
;
   
{costante                                                   }
     

begin

  
k
 
:=
 
0.3
;
                   
{ ko = 0,3 }

  
l
 
:=
 
0.02
/
ln
(
10
)
;
           
{ calcolo della costante }

  
For
 
n
 
:=
 
1
 
to
 
10
 
do
 
begin
   
{ bastano 10 cicli per ottenre risultati precisi }

    
V
 
:=
 
GT
 
/
 
k
;
              
{ Vn = GT : kn-1 }

    
k
 
:=
 
0.2
 
+
 
l
*
ln
(
V
)
;
       
{ kn = 0,2 + 0,02 log10(Vn) }

  
End
;

  
Volume_da_GT
 
:=
 
V
;
         

End
;
  

{ ════════════════════════════════════════════════════════════════════════════ }

```

La formula inversa esatta è:
{\displaystyle V={\frac {50\times \ln 10\times GT}{\omega (500\,000\,000\,000\times \ln 10\times GT)}}}
dove ln è il logaritmo naturale ed ω è la funzione omega di Lambert.
In fatti, indicando per comodità la stazza lorda con S, possiamo scrivere
{\displaystyle S={1 \over \,5\,}\;V\;\left[1+{1 \over \,10\,}\log _{10}(V)\right]={1 \over \,50\,}\;V\;\left[10+\log _{10}\left(V\right)\right]={1 \over \,50\,}\;V\;\left[\log _{10}\left(10^{10}\right)+\log _{10}\left(V\right)\right]={1 \over \,50\,}\;V\;\log _{10}\left(10^{10}\;V\right)}
Moltiplicando per {\displaystyle {\,50\, \over V}} otteniamo   {\displaystyle 50\,{\,S\, \over V}=\log _{10}\left(10^{10}\;V\right)}
Ponendo ambo i membri dell'eguaglianza all'esponente di 10 possiamo scrivere {\displaystyle 10^{50{\,S\, \over V}}=10^{10}\;V}
Introducendo  {\displaystyle \lambda =\ln(10)}   (per le proprietà di esponenziali e logaritmi {\displaystyle 10^{x}=e^{\lambda x}})  possiamo scrivere    {\displaystyle e^{50\lambda {\,S\, \over V}}=10^{10}\;V}
Moltiplicando per {\displaystyle 50\;\lambda \;{\,S\, \over V}} otteniamo     {\displaystyle 50\;\lambda \;{\,S\, \over V}\;\;e^{50\lambda {\,S\, \over V}}=50\;\lambda \;{\,S\, \over V}\;\;\;10^{10}\;V=5\times 10^{11}\;\lambda \;S}
Riconosciamo la funzione inversa della funzione di Lambert che è definita   {\displaystyle \omega ^{-1}(x)=x\;e^{x}}  pertanto possiamo scrivere    {\displaystyle \omega ^{-1}\left(50\;\lambda \;{\,S\, \over V}\right)=5\times 10^{11}\;\lambda \;S}
Applicando la funzione ω ad entrambi i membri troviamo     {\displaystyle 50\;\lambda \;{\,S\, \over V}=\omega \left(5\times 10^{11}\;\lambda \;S\right)}
Dalla quale possiamo finalmente esplicitare     {\displaystyle V={50\;\lambda \;S \over \;\omega \left(5\times 10^{11}\;\lambda \;S\right)\;}={50\;\ln(10)\;GT \over \;\omega \left[\,500\,000\,000\,000\;\ln(10)\;GT\,\right]\;}}
| Stazza lorda (TSL) | Volume (m3) | Rapporto (1/K) |
| ------------------ | ----------- | -------------- |
| 0.2                | 1           | 5              |
| 2.2                | 10          | 4.545          |
| 24                 | 100         | 4.167          |
| 260                | 1.000       | 3.846          |
| 2800               | 10.000      | 3.571          |
| 30000              | 100.000     | 3.333          |
| 320000             | 1.000.000   | 3.125          |

### Fonte normativa
- Convenzione internazionale sulla stazzatura delle navi del 1969 (PDF), su admin.ch.
  - Conchiusa a Londra il 23 giugno 1969:
    - Per l'Italia:
Approvata dal Parlamento il 22 ottobre 1973
Ratificata con strumenti depositati dall'Italia il 10 settembre 1974
Entrata in vigore per l'Italia il 18 luglio 1982
    - Per la Svizzera:
Approvata dall'Assemblea federale il 30 novembre 1976
Ratificata con strumenti depositati dalla Svizzera il 21 giugno 1977
Entrata in vigore per la Svizzera il 18 luglio 1982